# Hexatoma submorosa
Hexatoma submorosa är en tvåvingeart som först beskrevs av Alexander 1923.  Hexatoma submorosa ingår i släktet Hexatoma och familjen småharkrankar. Inga underarter finns listade i Catalogue of Life.